# کوتتاوا
کوتتاوا (به لاتین: Kottawa) یک منطقهٔ مسکونی در سری‌لانکا است که در ناحیه کلمبو واقع شده‌است.